# Putscheid
Putscheid (luxemburguès Pëtscht) és una comuna i vila al nord-est de Luxemburg. Està situada al cantó de Vianden, que forma part del districte de Diekirch.
El 2001, la vila de Putscheid, que és situada al centre de la comuna, tenia 35 habitants. Altres viles a la comuna són Bivels, Gralingen, Merscheid (Putscheid), Nachtmanderscheid, Stolzembourg, i Weiler.

## Població
| Nacionalitat   | Població | %      |
| -------------- | -------- | ------ |
| luxemburguesos | 603      | 84,22% |
| Forasters      | 113      | 15,78% |
| - portuguesos  | 42       | 5,87%  |
| - francesos    | 9        | 1,26%  |
| - italians     |          |        |
| - belgues      | 10       | 1,40%  |
| - alemanys     | 11       | 1,54%  |
| - iugoslaus    | 7        | 0,98%  |
| - altres       | 34       | 4,75%  |

## Evolució demogràfica
| Any        | Població |
| ---------- | -------- |
| 15/02/2001 | 716      |
| 01/01/2002 | 750      |
| 01/01/2003 | 772      |
| 01/01/2004 | 789      |
| 01/01/2005 | 824      |